# Olyras theon
Olyras theon är en fjärilsart som beskrevs av Bates 1866. Olyras theon ingår i släktet Olyras och familjen praktfjärilar. Inga underarter finns listade i Catalogue of Life.